# Canthocamptus campaneri
Canthocamptus campaneri é uma espécie de crustáceo da família Canthocamptidae.
É endémica do Brasil.